# Saulgé-l'Hôpital
Saulgé-l'Hôpital és un municipi francès situat al departament de Maine i Loira i a la regió de País del Loira. L'any 2007 tenia 506 habitants.

## Demografia

### Població
El 2007 la població de fet de Saulgé-l'Hôpital era de 506 persones. Hi havia 180 famílies de les quals 40 eren unipersonals (12 homes vivint sols i 28 dones vivint soles), 52 parelles sense fills i 88 parelles amb fills.
La població ha evolucionat segons el següent gràfic:
Habitants censats

### Habitatges
El 2007 hi havia 196 habitatges, 183 eren l'habitatge principal de la família, 6 eren segones residències i 7 estaven desocupats. 190 eren cases i 2 eren apartaments. Dels 183 habitatges principals, 159 estaven ocupats pels seus propietaris, 19 estaven llogats i ocupats pels llogaters i 5 estaven cedits a títol gratuït; 2 tenien una cambra, 7 en tenien dues, 22 en tenien tres, 44 en tenien quatre i 108 en tenien cinc o més. 138 habitatges disposaven pel capbaix d'una plaça de pàrquing. A 67 habitatges hi havia un automòbil i a 107 n'hi havia dos o més.

### Piràmide de població
La piràmide de població per edats i sexe el 2009 era:
| Homes | Edats   | Dones |
| ----- | ------- | ----- |
| 0     | 95 o +  | 0     |
| 0     | 90 a 94 | 0     |
| 0     | 85 a 89 | 0     |
| 0     | 80 a 84 | 0     |
| 8     | 75 a 79 | 12    |
| 4     | 70 a 74 | 8     |
| 16    | 65 a 69 | 4     |
| 16    | 60 a 64 | 12    |
| 8     | 55 a 59 | 8     |
| 0     | 50 a 54 | 16    |
| 24    | 45 a 49 | 12    |
| 12    | 40 a 44 | 16    |
| 12    | 35 a 39 | 4     |
| 24    | 30 a 34 | 16    |
| 12    | 25 a 29 | 16    |
| 12    | 20 a 24 | 0     |
| 20    | 15 a 19 | 12    |
| 8     | 10 a 14 | 8     |
| 16    | 5 a 9   | 20    |
| 8     | 0 a 4   | 4     |

## Economia
El 2007 la població en edat de treballar era de 303 persones, 235 eren actives i 68 eren inactives. De les 235 persones actives 220 estaven ocupades (120 homes i 100 dones) i 15 estaven aturades (5 homes i 10 dones). De les 68 persones inactives 24 estaven jubilades, 21 estaven estudiant i 23 estaven classificades com a «altres inactius».

### Ingressos
El 2009 a Saulgé-l'Hôpital hi havia 189 unitats fiscals que integraven 546 persones, la mediana anual d'ingressos fiscals per persona era de 17.397 €.

### Activitats econòmiques
Dels 18 establiments que hi havia el 2007, 1 era d'una empresa alimentària, 3 d'empreses de fabricació d'altres productes industrials, 6 d'empreses de construcció, 3 d'empreses de comerç i reparació d'automòbils, 2 d'empreses d'hostatgeria i restauració, 1 d'una empresa immobiliària, 1 d'una empresa de serveis i 1 d'una empresa classificada com a «altres activitats de serveis».
Dels 6 establiments de servei als particulars que hi havia el 2009, 1 era un establiment de lloguer de cotxes, 1 paleta, 2 lampisteries, 1 electricista i 1 restaurant.
L'únic establiment comercial que hi havia el 2009 era una fleca.
L'any 2000 a Saulgé-l'Hôpital hi havia 15 explotacions agrícoles que ocupaven un total de 620 hectàrees.

## Equipaments sanitaris i escolars
El 2009 hi havia una escola elemental integrada dins d'un grup escolar amb les comunes properes formant una escola dispersa.

## Poblacions més properes
El següent diagrama mostra les poblacions més properes.